# Фридрих фом Щайн
Фридрих фом Щайн (на немски: Friedrich vom Stein; † сл. 1295) е благородник от рицарския род „фом Щайн“, господар на Каленфелс, днес част от град Кирн в Рейнланд-Пфалц.
Той е син на Анселм де Лапиде († сл. 1261) и внук на Фридрих де Лапиде († сл. 1211) и правнук на Анселмус де Петра († сл. 1195).
Първите от род фом Щайн са наричани в латински документи „де Лапиде“, понякога „де Петра“. Линията „фон и цу Щайн Каленфелс“ изчезва със смъртта на фрайхер Филип Хайнрих фон и цу Щайн Каленфелс на 8 април 1778 г. в Майзенхайм.

## Фамилия
Фридрих фом Щайн се жени за Юта († сл. 1295). Децата им са:
- Фридрих фом Щайн († сл. 1332), женен за Метилд фон Гимних († сл. 1325); имат четири деца
- Улрих фом Щайн († ок. 1349), женен пр. януари 1311 г. за Ирмгард фон Хайнценберг († 1363); имат осем деца
- други синове и дъщери († сл. 1316)